# Amphiodia grisea
Amphiodia grisea is een slangster uit de familie Amphiuridae.
De wetenschappelijke naam van de soort werd in 1867 gepubliceerd door Axel Vilhelm Ljungman.